# Пшемишълска архиепархия
Пшемишълската архиепархия (на полски: Archidiecezja przemyska; на латински: Archidioecesis Premisliensis Latinorum) е една от 14-те архиепархии на католическата църква в Полша, западен обред. Част е от Пшемишълската митрополия.
Пшемишълската епархия е установена около 1340 година. На 13 февруари 1375 година папа Григорий XI я присъединява към Халичката митрополия, със статут на суфраганна епископия. Издигната е в ранг на архиепископия и център на новосъздадената Пшемишълска митрополия на 25 март 1992 година с булата „Totus Tuus Poloniae Populus“ на папа Йоан-Павел II. Заема площ от 9 750 км2 и има 747 150 верни. Седалище на архиепископа е град Пшемишъл.

## Деканати
В състава на архиепархията влизат четиридесет и един деканата.
| - Деканат „Бжозов“ - Деканат „Бирча“ - Деканат „Блажова“ - Деканат „Грабовница“ - Деканат „Динов“ - Деканат „Домарадз“ - Деканат „Дубецко“ - Деканат „Дукля“ - Деканат „Жолиня“ - Деканат „Журавица“ - Деканат „Калвария Пацлавска“ - Деканат „Канчуга“ - Деканат „Кросно I“ - Деканат „Кросно II“ | - Деканат „Кросно III“ - Деканат „Ланцут I“ - Деканат „Ланцут II“ - Деканат „Леско“ - Деканат „Лежайск I“ - Деканат „Лежайск II“ - Деканат „Лютовиска“ - Деканат „Мейсце Пястове“ - Деканат „Прухник“ - Деканат „Пшеворск I“ - Деканат „Пшеворск II“ - Деканат „Пшемишъл I“ - Деканат „Пшемишъл II“ - Деканат „Пшемишъл III“ | - Деканат „Радимно I“ - Деканат „Радимно II“ - Деканат „Риманов“ - Деканат „Жепедж“ - Деканат „Санок I“ - Деканат „Санок II“ - Деканат „Солина“ - Деканат „Устшики Долне“ - Деканат „Шенява“ - Деканат „Ярослав I“ - Деканат „Ярослав II“ - Деканат „Ярослав III“ - Деканат „Ячмеж“ |